# Christine Mansour
Christine Mansour (* 30. Mai 1993 in Naples) ist eine US-amerikanische Handballspielerin auf der Position der Kreisläuferin, die in der Disziplin Beachhandball Nationalspielerin ihres Landes ist.

## Ausbildung und Karriere
Christine Mansour besuchte nach dem Abschluss der Barron Collier High School ab 2011 die Harvard University, wo sie Verhaltensökonomik studierte. Während des Studiums arbeitete sie als Fotografin für The Harvard Crimson. Nach dem Abschluss im Jahr 2015 zog sie nach San Diego. Sie besitzt eine Video-Marketing-Agentur. 2022 begann sie mit einem Aufbaustudium am Warrington College of Business Administration der University of Florida.

## Handball und Beachhandball
Zunächst spielte Mansour, auch noch auf der Universität, Basketball. Mit dem Handball begann sie, nachdem sie den Sport erstmals bei Übertragungen der Olympischen Spiele 2012 sah. Damit war der Auslöser ihrer Handballbegeisterung derselbe, wie bei ihren späteren Nationalmannschaftskolleginen Ashley Van Ryn und Rachel Wong Walker. Da die Universität keinen Handballplatz hatte, schloss sie sich einem Verein in East Cambridge an. Weil sie diesen im Winter mit ihrem Fahrrad nur schwer erreichen konnte, gründete sie schließlich einen eigenen Club an der Universität, den sie auch selbst trainierte. Nur kurz nach dem Umzug nach San Diego begann sie auch mit dem Beachhandball. 2020 ging sie auf Anregung des damaligen Volendam-Trainers, des US-Amerikaners Mark Ortega, in die Niederlande zu HV Kras/Volendam, wo sie in der Ersten Liga spielte, sie aber generell Probleme hatte, sich vom Beachhandball auf Hallenhandball umzustellen. Die Saison 2020/21 wurde allerdings aufgrund der COVID-19-Pandemie sehr früh abgebrochen. 2020 widmete sich Mansour zudem dem Aufbau einer gemischten niederländisch-US-amerikanischen Beachhandball-Mannschaft, die auf der European Beach Tour spielt, Handball Voldendam Beach. Unterstützt wurde sie dabei vom neuen Trainer der Volendamer Erstligamannschaft, Serge ter Horst, der unter anderem als Assistenztrainer der Niederländerinnen bei den Olympischen Jugend-Sommerspielen 2018 in Buenos Aires war. Für die Mannschaft konnte sie unter anderem mit Claudia ter Wal, Linnet Popping und Iris Hoekenga Spielerinnen aus dem Kreis der  niederländischen Beachhandball-Nationalmannschaft, aber auch ihres Hallen-Vereines gewinnen. Anders als andernorts in den Niederlanden war diese Disziplin des Handballs in Voldendam noch nicht ausgeübt worden. Zur Mannschaft stieß überdies zeitweise die US-Beach-Nationalspielerin Missy Brown. Schon 2022 erreichte die Mannschaft die EBT Finals, wenn auch ohne Mansour als Spielerin.
Seit 2019 ist Mansour Teil der US-Beachhandball-Nationalmannschaft. Schon bei ihrem ersten Turnier, der erstmals ausgetragenen Nordamerika- und Karibikmeisterschaft 2019, gewann sie mit ihrer Mannschaft den Titel. In Chaguanas war sie nicht nur die erfolgreichste Torschützin ihrer Mannschaft, sondern wurde zudem zur wertvollsten Spielerin gewählt. Mit der Platzierung bei den kontinentalen Meisterschaften war auch die Qualifikation zu den World Beach Games 2019 in Doha erreicht worden. In Katar wurde sie mit ihrer Mannschaft Zehnte und war erneut beste Scorerin der USA. Danach dauerte es aufgrund der Corona-Pandemie bis 2022, dass Mansour zu weiteren Einsätzen im Nationaldress kam. Bei den Nor.Ca. Beach Handball Championships 2022 in Acapulco erreichten die USA wie schon 2019 das Finale gegen Mexiko, unterlag mit ihrer Mannschaft den Nachbarinnen aus dem Süden aber vor deren Heimpublikum. Die Qualifikation zu den Weltmeisterschaften 2022 in Iraklio auf Kreta gelang indes ohne größere Probleme.
In Griechenland zogen die USA dank eines Sieges über Vietnam nach der Vorrunde in die Hauptrunde ein, wo allerdings alle weiteren Spiele verloren wurden und die USA somit die Qualifikation für das Viertelfinale verpassten. Nach einer Niederlage gegen Ungarn und einem Sieg über Australien spielte die US-Mannschaft zum Abschluss erneut gegen Vietnam um den 13. Platz, unterlag dieses Mal aber im Shootout. Für Mansour persönlich waren die Weltmeisterschaften trotz der nicht übermäßig guten Platzierung ein voller Erfolg, mit 164 erzielten Punkten war sie neben Marielle Martinsen aus Norwegen und Anna Buter aus den Niederlanden die beste Torschützin des Turniers. Für die World Games in Birmingham (Alabama) war die US-Mannschaft als Gastgeber automatisch qualifiziert. Auch dieses Turnier wurde noch von der Pandemie überschattet, von den acht qualifizierten Teams konnten Dänemark und Vietnam nicht antreten. Durch Siege über Australien und Mexiko konnten sich die Spielerinnen der Vereinigten Staaten in der Jeder-gegen-Jeden-Vorrunde als Tabellenvierte für das Halbfinale qualifizieren. Dort erwiesen sich aber die amtierenden Weltmeisterinnen aus Deutschland ebenso als zu stark wie die Mannschaft Argentiniens im Spiel um die Bronzemedaille. Mansour war mit 90 erzielten Punkten wieder beste Werferin ihrer Mannschaft und nach Amelie Möllmann aus Deutschland und Martine Welfler aus Norwegen, aber noch vor den Argentinierinnen Gisella Bonomi und Agustina Mirotta drittbeste Werferin des Turniers. Zudem war sie mit 12 verwandelten Strafwürfen bei 15 Versuchen die beste Spielerin in dieser Wertung. Als beste Linienspielerin (Pivot) wurde sie überdies in das All-Star-Team des Turniers berufen.
Seit Herbst 2022 fungiert Mansour als Face of Beach handball. In dieser neuen Rolle debütierte sie beim EHF Beach Handball Champions Cup 2022 in Porto Santo auf Madeira, Portugal. Ebenfalls 2022 wurde sie als Beachhandballerin des Jahres der USA ausgezeichnet.

## Erfolge
| World Games - 2022: 4. World Beach Games - 2019: 10. | Weltmeisterschaften - 2022: 14. Nordamerika- und Karibikmeisterschaften - 2019: 1. - 2022: 2. | Most Valuable Player - Nor.Ca. Beach Handball Championships 2019 Beste Linienspielerin - World Games 2022 Beste Torschützin - Weltmeisterschaften 2022 |

## Belege und Anmerkungen
1. ↑  CM Narrative. Abgerufen am 4. Dezember 2022 (amerikanisches Englisch).
2. ↑  Nieuw Volendam: Christine Mansour Starts International Beach Handball Team (englisch)
3. ↑  European Handball Federation - 2022 Women's European Beach Tour / Final Tournament. Abgerufen am 4. Dezember 2022 (englisch).
4. ↑  Beach Handball - United States vs Argentina | Women's Group A Match | ANOC World Beach Games 2019. Abgerufen am 12. August 2022 (deutsch).
5. ↑  https://www.teamusa.org/USA-Team-Handball/News/2022/April/25/2022-Beach-NACHC-Info
6. ↑  IHF | USA men and Mexico women celebrate continental beach handball titles. Abgerufen am 12. August 2022.
7. ↑  IHF | USA's 'Self' promotion on the sand. Abgerufen am 12. August 2022.
8. ↑  IHF | Greece 2022 Women’s All-star Team. Abgerufen am 12. August 2022.
9. ↑  IHF | Debutants USA storm into last four on home sand in Birmingham. Abgerufen am 12. August 2022.
10. ↑  Steve Irvine | 07.16.22: U.S. Beach Handball teams fail to medal but make progress in World… Abgerufen am 12. August 2022 (amerikanisches Englisch).
11. ↑  IHF | The World Games 2022 – Women’s All-star Team. Abgerufen am 12. August 2022.
12. ↑  Martin Branick: 2022 End of Season Awards. In: teamusa.org. USA Team Handball, 22. Dezember 2022, abgerufen am 6. Februar 2023 (englisch).

| Personendaten    | Personendaten                       |
| ---------------- | ----------------------------------- |
| NAME             | Mansour, Christine                  |
| KURZBESCHREIBUNG | US-amerikanische Handballspielerin  |
| GEBURTSDATUM     | 30. Mai 1993                        |
| GEBURTSORT       | Naples, Florida, Vereinigte Staaten |